# 300 Dywizja Strzelecka (ZSRR)
300 Dywizja Strzelecka (ros. 300-я стрелковая дивизия) – związek taktyczny (dywizja) Armii Czerwonej.
Sformowana w 1941 w związku z niemieckim atakiem na ZSRR. Broniła Stalingradu. Przemianowana na Gwardyjską z numerem 87.
Związek taktyczny o tym samym numerze funkcjonował od sierpnia 1943 na Dalekim Wschodzie. Owa 300 SD wzięła udział w pokonaniu Japonii latem 1945.

## Struktura organizacyjna
- Dowództwo  pułku
- 1049 pułk strzelecki
- 1051 pułk strzelecki
- 1053 pułk strzelecki
- 822 pułk artylerii